# Liste des espèces natives de Hong Kong
Liste des espèces végétales et animales natives de Hong Kong.

## Botanique
- Bauhinia blakeana
- Dendrobenthamia hongkongensis
- Impatiens hongkongensis
- Iris speculatrix
- Pavetta hongkongensis

## Zoologie
- Amolops hongkongensis
- Paramesotriton hongkongensis
- Philautus romeri (espèce menacée)
- Sousa chinensis chinensis